# Un peu de poivre, un peu de sel
Un peu de poivre, un peu de sel is een nummer van Tonia. Het was tevens het nummer waarmee ze België vertegenwoordigde op het Eurovisiesongfestival 1966 in de Luxemburgse hoofdstad Luxemburg. Daar werd ze gedeeld vierde, met veertien punten. Het was op dat moment de beste Belgische prestatie ooit op het Eurovisiesongfestival. Het zou nog tot 1978 duren eer een Belg beter deed. Jean Vallée werd toen tweede.

## Resultaat
| Plaats | Land        | Artiest          | Lied                            | Punten |
| ------ | ----------- | ---------------- | ------------------------------- | ------ |
| 3      | Noorwegen   | Åse Kleveland    | Intet er nytt under solen       | 15     |
| 4      | België      | Tonia            | Un peu de poivre, un peu de sel | 14     |
| 4      | Ierland     | Dickie Rock      | Come back to stay               | 14     |
| 6      | Zwitserland | Madeleine Pascal | Ne vois-tu pas?                 | 12     |